# Rhinocypha phantasma
Rhinocypha phantasma är en trollsländeart som beskrevs av Maurits Anne Lieftinck 1935. Rhinocypha phantasma ingår i släktet Rhinocypha och familjen Chlorocyphidae. Inga underarter finns listade i Catalogue of Life.